# Secamone oleifolia
Secamone oleifolia är en oleanderväxtart som beskrevs av Joseph Decaisne. Secamone oleifolia ingår i släktet Secamone och familjen oleanderväxter. Inga underarter finns listade i Catalogue of Life.